# دنی وی
دنی وی (زادهٔ ۲۵ فروردین ۱۳۵۳) اسکیت‌باز حرفه‌ای و کارآفرین آمریکایی است. او دو بار موفق به دریافت جایزه «اسکیت‌باز سال» از مجله بی‌ام‌ایکس شده است. دنی وی به خاطر حرکات افراطی‌اش شناخته می‌شود، از جمله پرش از هلیکوپتر به روی رمپ اسکیت‌بازی که بر روی جلد مجله ترنس‌ورلد منتشر شد. یکی از حرکات برجسته دنی وی پرش از دیوار بزرگ چین با استفاده از مگارمپ بود.

## دوران کودکی
دنی وی در پورتلند، اورگان به دنیا آمد و در سن دیگو، کالیفرنیا بزرگ شد. دوران کودکی او با شرایط دشواری همراه بود. پدرش، دنیس وی، قبل از اولین سالگرد تولد دنی درگذشت. دنیس به دلیل عدم پرداخت نفقه به همسر پیشینش زندانی شده بود و پس از نه روز در زندان، در سلولش آویزان شده، پیدا شد؛ مرگ او به عنوان خودکشی ثبت شد. پس از مرگ پدرش، مادرش، مری، با چندین مرد که به او، دنی و برادرش دیمون سوءاستفاده می‌کردند، رابطه داشت. مری سپس دوباره ازدواج کرد و با تیم اُدیا آشنا شد که اسکیت‌بازی و موج‌سواری را به دنی و دیمون معرفی کرد. این زوج بعداً از هم جدا شدند و تیم پس از مدتی درگذشت. دنی همچنین مربی دوران کودکی‌اش، مایک ترناسکی را که توسط یک راننده مسن که علامت ایست را نادیده گرفته بود، از دست داد.

## اسکیت‌بازی حرفه‌ای
دنی وی در سال ۱۹۸۹، در سن ۱۵ سالگی، به جوان‌ترین فردی تبدیل شد که در مسابقات حرفه‌ای اسکیت‌بازی ورت در مسابقات انجمن جهانی اسکیت‌بازی در لنسینگ، میشیگان که توسط مدرن اسکیت و سرف اسپانسری شده بود، پیروز شد. دنی وی در ویدئوی شرکت اسکیت‌بازی پاول پرالتا به نام "Public Domain" در اواخر دهه ۸۰ معرفی شد و در ویدئوهای شرکت اسکیت‌بازی اچ-استریت با نام‌های "Shackle Me Not" و "Hokus Pokus" نیز به نمایش درآمد. در سال ۱۹۹۱، او به همراه مایک ترناسکی، شرکت اسکیت‌بازی "Plan B" را تأسیس کرد. او در طی فعالیت‌های ورزشی خود به‌طور مکرر دچار آسیب شده است، از جمله بدترین آسیب دیدگی‌های او شکستن گردن در سال ۱۹۹۴ بود. او تا سال ۲۰۰۹، ۱۳ عمل جراحی انجام داده است.

### پلن‌بی (۱۹۹۱–۱۹۹۸)
شرکت "Plan B" به عنوان بخشی از شرکت Dwindle" Distribution" تأسیس شد که در آن زمان تحت نظارت استیو راکو و رودی مولن بود. مانند دنی وی، مایک ترناسکی نیز قبلاً با اچ-استریت بود و به همراه تونی مگنسون، این شرکت را مدیریت می‌کرد. ترناسکی، با ناخرسندی مگنسون، توانست تعداد زیادی از اسکیت‌بازان تیم اچ-استریت را متقاعد کند که استعفا دهند و به توسعه برند جدید کمک کنند. هدف ترناسکی ایجاد یک «تیم فوق‌العاده» با اسکیت‌بازانی مانند دنی وی، کولین مک‌کی، مگلن، مایک کارول، مت هنزلی، دن پترکا، ریک هاوارد و تاس پاپاس بود.

### آلیین ورکشاپ (۱۹۹۹–۲۰۰۴)
پس از بسته شدن نسخه اولیه شرکت "Plan B" در سال ۱۹۹۸، دنی وی توسط شرکت "Alien Workshop" اسپانسر شد. در دوران حضورش در این شرکت، دنی مدل‌های متعدد تخته اسکیت حرفه‌ای داشت و در تبلیغات عکسی به نمایش درمی‌آمد. او همچنین در مسابقات اوپی کینگ اف اسکیت رقابت کرد. دنی وی در دو بازی ویدیویی اسکیت‌بازی به نمایش درآمده است.

### دی‌سی شوز (۱۹۹۴–۲۰۲۳)
زمانی که این برند در سال ۱۹۹۴ تأسیس شد، دنی اولین اسکیت‌برد سوار حرفه‌ای بود که عضو این برند شد. وی در اولین تبلیغ برای اولین کفش مدل حرفه‌ای خود هنگام موج‌سواری از ناحیه گردن آسیب دید. دی‌سی شوز در نوامبر ۲۰۲۳ دنی وی را از تیم اسکیت‌برد خود حذف کرد.